# Schopflocher Moor (Torfgrube)
Das Naturschutzgebiet Schopflocher Moor (Torfgrube) liegt auf dem Gebiet der Gemeinden Lenningen und Bissingen an der Teck im Landkreis Esslingen in Baden-Württemberg.

## Lage
Das Gebiet liegt zwischen dem Lenninger Ortsteil Schopfloch und dem Bissinger Ortsteil Ochsenwang. Es gehört zum Naturraum Mittlere Kuppenalb. Es umfasst das gesamte Schopflocher Torfmoor und dessen Umgebung.

## Schutzzweck
Wesentlicher Schutzzweck ist „die Erhaltung und Regeneration des bedeutendsten Moores auf der Schwäbischen Alb mit seiner vielfältigen, typischen und gefährdeten Flora und Fauna, insbesondere die jahrtausendelange Entstehungsgeschichte des Schopflocher Moores mit allein 9.000 Jahre währenden Hochmoorstadium, die für den Naturraum einmaligen Moorbiotope mit ihrem einzigartig nährstoffarmen, saueren Milieu inmitten des basischen Kalksteingebirges Schwäbische Alb, die Regenerationsstadien der Flach- und Zwischenmoorflächen, das kleinstandörtlich stark differenzierte Vegetationsmosaik der Nass- und Feuchtwiesen, Pfeifengraswiesen, Seggenriede, Röhrichte und Magerrasen mit ihrer hoch spezialisierten Flora und Fauna, die Reduktion des Nährstoffeintrags und der Kalkabschwemmung durch eine extensiv bewirtschaftete, ausreichende Pufferzone [und] die Stabilisierung des Wasserhaushalts durch lokale Wiedervernässung.“
Darüber ist auch die Erhaltung der Im Gebiet vorkommenden Arten und Lebensräume der FFH-Richtlinie und die Vogelarten des Anhangs I der Vogelschutzrichtlinie als Schutzzweck geführt.

## Geschichte
Das Schopflocher Moor wurde bereits 1942 zum ersten Mal unter Naturschutz gestellt. 1983 wurde das Schutzgebiet auf 50 ha erweitert. 2007 erfolgte eine weitere Vergrößerung auf nunmehr 76,5 ha.

## Zusammenhängende Schutzgebiete
Das Naturschutzgebiet wird von den Landschaftsschutzgebieten Landschaftsbestandteile und Landschaftsteile im Landkreis Nürtingen und Gebiete um Bissingen und Ochsenwang umgeben. Es ist Bestandteil des FFH-Gebiets Neidlinger Alb und des Vogelschutzgebiets Mittlere Schwäbische Alb.